# 47.º Prêmio Jabuti
O 47º Prêmio Jabuti foi realizado em 2005, premiando obras literárias referentes a lançamentos de 2004.

## Prêmios
Os premiados foram:
- Ivan Junqueira, Tradução
- João Candido Portinari e Projeto Portinari, Arquitetura e Urbanismo, Comunicação e Artes
- Marli Fantini, Teoria/Crítica Literária
- Beth Kok, Projeto/Produção Editorial
- Roger Mello, Ilustração de livro infantil ou juvenil
- Francisco Alberto Madia de Souza, Ciências Exatas, Tecnologia, Informática, Economia, Administração, Negócios e Direito
- Gustavo Ioschpe, Educação, Psicologia e Psicanálise
- Klester Cavalcanti, Reportagem e Biografia
- Charles Feitosa, Didático ou Paradidático do Ensino Fundamental ou Médio
- Victor Burton, Capa
- Dora Ferreira da Silva, Poesia
- Aziz Nacib Ab'Saber, Ciências Humanas
- Luis Mir (org), Ciências Naturais e da Saúde
- Alcione Araújo, Contos e Crônicas
- Nélida Piñon, Romance
- Angela Lago, Infantil
- Sérgio Capparelli, Juvenil
- Francisco Alberto Madia de Souza, Livro do Ano Não-Ficção
- Nélida Piñon, Livro do Ano Ficção

## Ver Também
- Prêmio Prometheus
- Os 100 livros Que mais Influenciaram a Humanidade
- Nobel de Literatura